# Argiopinae
Argiopinae — одна з підродин павуків родини колопрядів. Об'єднує 3 роди, що містять понад 100 видів. Види підродини поширені всесвітньо, найбільша їхня кількість у тропічному регіоні Південно-Східної Азії, Австралії та західної Океанії.
Монофілетична підродина, еволюційно близька до підродини Cyrtophorinae.

## Опис
Від інших підродин колопрядів представники Argiopinae відрізняються розташуванням задніх очей: бічні очі розташовані ближче до передніх, ніж до задніх серединних. Також бічні очі дрібніші, ніж у інших колопрядів. Головний і грудний відділи головогрудей достатньо виражені. Черевце переважно щитоподібне, часто з бічними лопатями, нерідко яскравого забарвлення зі спинного боку. Ноги значно довші за тіло.
У цих павуків добре виражений статевий диморфізм: самці вкрай дрібні. Передні ноги самців не мають додаткових придатків.
Ловильна павутинна сітка часто має потовщення — стабілімент.

## Роди
- Argiope — не менше 85 видів
- Gea — 12 видів
- Neogea — 3 види

Іноді до підродини відносять і рід Witica. 